# Илияш (община)
Община Илияш (босн. и хорв. Opština Ilijaš, серб. Општина Илијаш) — боснийская община, расположенная в центральной части Федерации Боснии и Герцеговины. Административным центром является город Илияш.

## География
Входит в состав Сараевского кантона, площадь — 309 км² (24,2 % территории кантона). Располагается к северо-западу от Сараева. Средняя высота — от 450 до 1500 м. Столица — город Илияш. В северо-восточной части расположен охраняемый горный район Биямбаре, знаменитый своими пещерами.

## Население
По данным переписи населения 1991 года, в общине проживали 25184 человека из 77 населённых пунктов. По оценке на 2009 год, население составляет 18048 человек. До войны большую часть населения составляли сербы (с 1992 по 1996 годы община была под контролем Илияшской бригады ВРС — Войска Республики Сербской), после Дейтонских соглашений они вынуждены были переселиться в Республику Сербскую.

## Населённые пункты
Балибеговичи, Банер, Бокшичи, Булетовина, Велика-Нива, Видотина, Вилич, Висоевица, Вишница, Владоевичи, Влашково, Врутци, Вукасовичи, Вукничи, Гаеви, Гаине, Гояновичи, Горня-Биоча, Горня-Мисоча, Горни-Чевляновичи, Доня-Биоча, Доня-Мисоча, Доне-Село, Дони-Чевляновичи, Драгоради, Дражевичи, Дубоки-Поток, Душевине, Закутница, Злотеге, Илияш, Иванчичи, Кадаричи, Каменица, Караула, Корита, Кошаре, Кожле, Крчевине, Криваевичи, Куносичи, Ладжевичи, Липник, Лука, Лука-код-Стублина, Лешево, Любина, Любничи, Малешичи, Медоевичи, Мошевичи, Мраково, Нишичи, Оджак, Озрен, Подлипник, Подлугови, Поповичи, Ракова-Нога, Рибаричи, Рудник-Чевляновичи, Сировине, Соврле, Солаковичи, Средне, Стоморине, Стублине, Судичи, Тарачин-До, Хаджичи, Хан-Караула, Хан-Шичи, Хомар, Чемерница, Чемерно, Четоевичи, Шабанци, Шлеме.